# Zech (Lindau)
Zech (mundartlich: im Tsech, ins Tsech oder s'Tsech) ist ein Stadtteil der Großen Kreisstadt Lindau (Bodensee) im Grenzbereich zu Österreich, innerhalb der ehemaligen Gemeinde und heutigen Gemarkung Reutin. Der heutige Stadtteil Reutin dagegen umfasst nicht Zech.

## Geografie

### Lage
Zech liegt direkt am Ufer des Bodensees, östlich der Insel Lindau – es entwickelte sich als Neubaugebiet am östlichen Stadtrand von Lindau.

### Ortsgliederung
Dieser Stadtteil zählt 1650 Einwohner und ist durch die stark befahrene B 12 in zwei Bereiche unterteilt:
- das nördliche Zech/Obere Zech
- das südliche Zech (Grenzsiedlung)/Untere Zech

### Nachbargemeinden
Im Osten grenzt Zech an die österreichische Marktgemeinde Hörbranz, und im äußersten Südosten, im Uferbereich des Bodensees an einen zur Stadt Bregenz gehörenden Landstreifen. Die Grenze zu Österreich verläuft in der Flussmitte der Leiblach.
Im Westen schließt sich am Bodenseeufer der Lindauer Stadtteil Reutin an.

## Geschichte
Am 1. Februar 1922 kam Zech zusammen mit Reutin, zu dem es damals gehörte, zur Stadt Lindau (Bodensee).
1917 eröffnete die Zeppelin Werk Lindau GmbH ein Flugzeug-Werk samt Flugplatz im heutigen Zech, was bis 1919 bestand. Der heutige Stadtteil bestand vor dem Jahr 1928 aus einem Gasthof, einer Fabrik und einem Barackenanlage, jedoch ohne eigenen Ortsnamen. Ab 1928 entstanden Wohnsiedlungen und der Ortsname Zech kam vermehrt auf. Ab 1933 hieß der Ortsteil Siebertsdorf nach dem Lindauer Bürgermeister Ludwig Siebert, Mitglied der NSDAP und später nationalsozialistischer Ministerpräsident Bayerns. 1945 wurde der Ortsnamen Zech für die erweiterte Siedlung, mit dem ehemaligen Exerzierplatz und dem Laiblachhölzle, wiedereingeführt. Im gleichen Jahr begann die Unterbringung von Heimatvertriebenen in Zech. In den Folgejahren siedeln sich industrielle Unternehmen wie Metzeler und Kunert an. 1958 wurde die katholische Pfarrkirche Maria Königin des Friedens eröffnet. Im Jahr 1960 folgte die Schließung des 1872 eröffneten Bahnhofs Zech. Im gleichen Jahr eröffnete der Erfinder Felix Wankel ein Forschungsinstitut in Zech. 1994 wurde die städtische Kläranlage im Industriegebiet eröffnet. Im Jahr 2008 wurde die Fatih-Moschee erbaut.
Der Ortsname stammt von einem gleichnamigen Familiennamen ab.

## Sehenswürdigkeiten

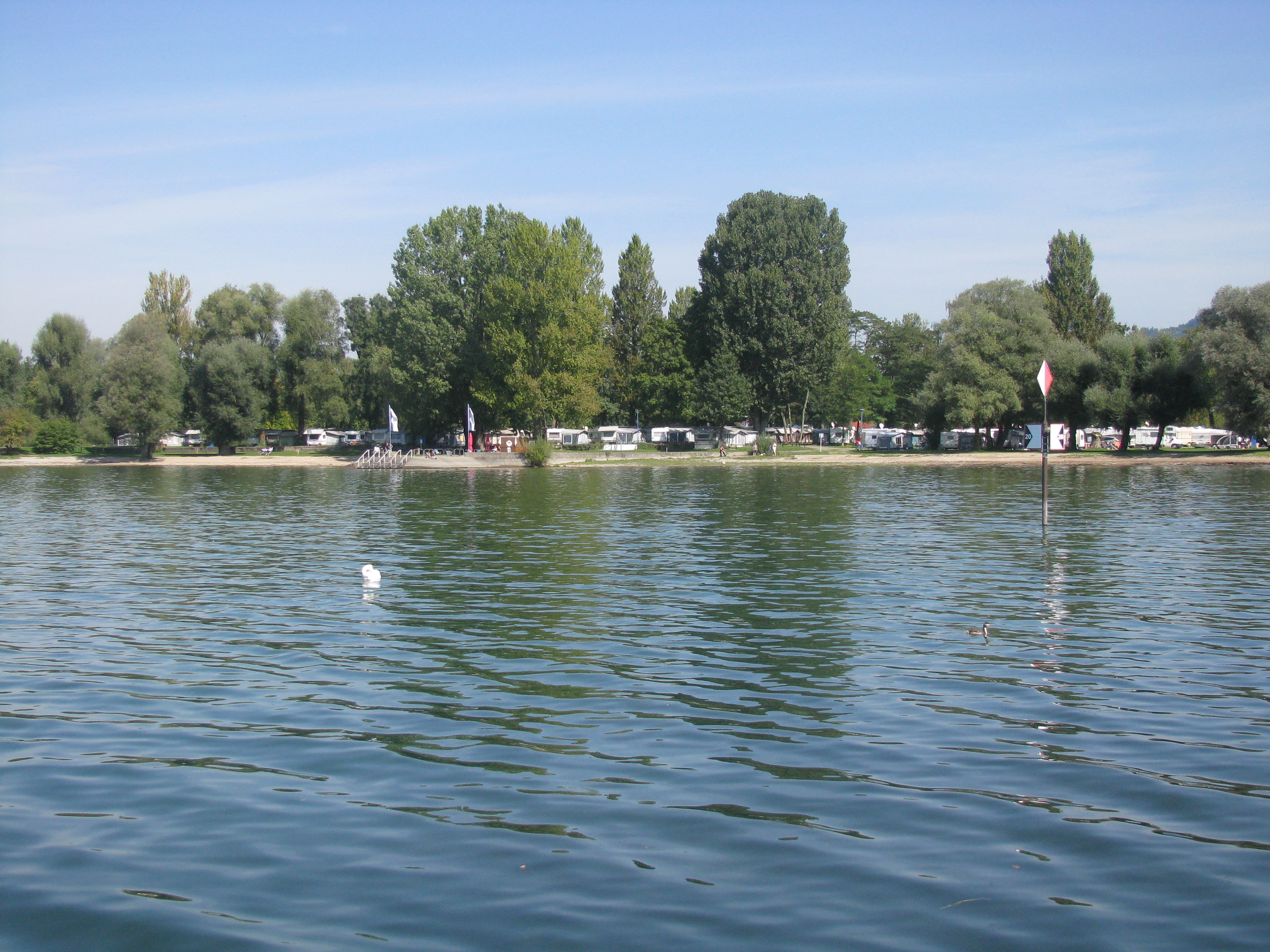
Blick vom Sporthafen Lindau-Zech auf den Park Camping

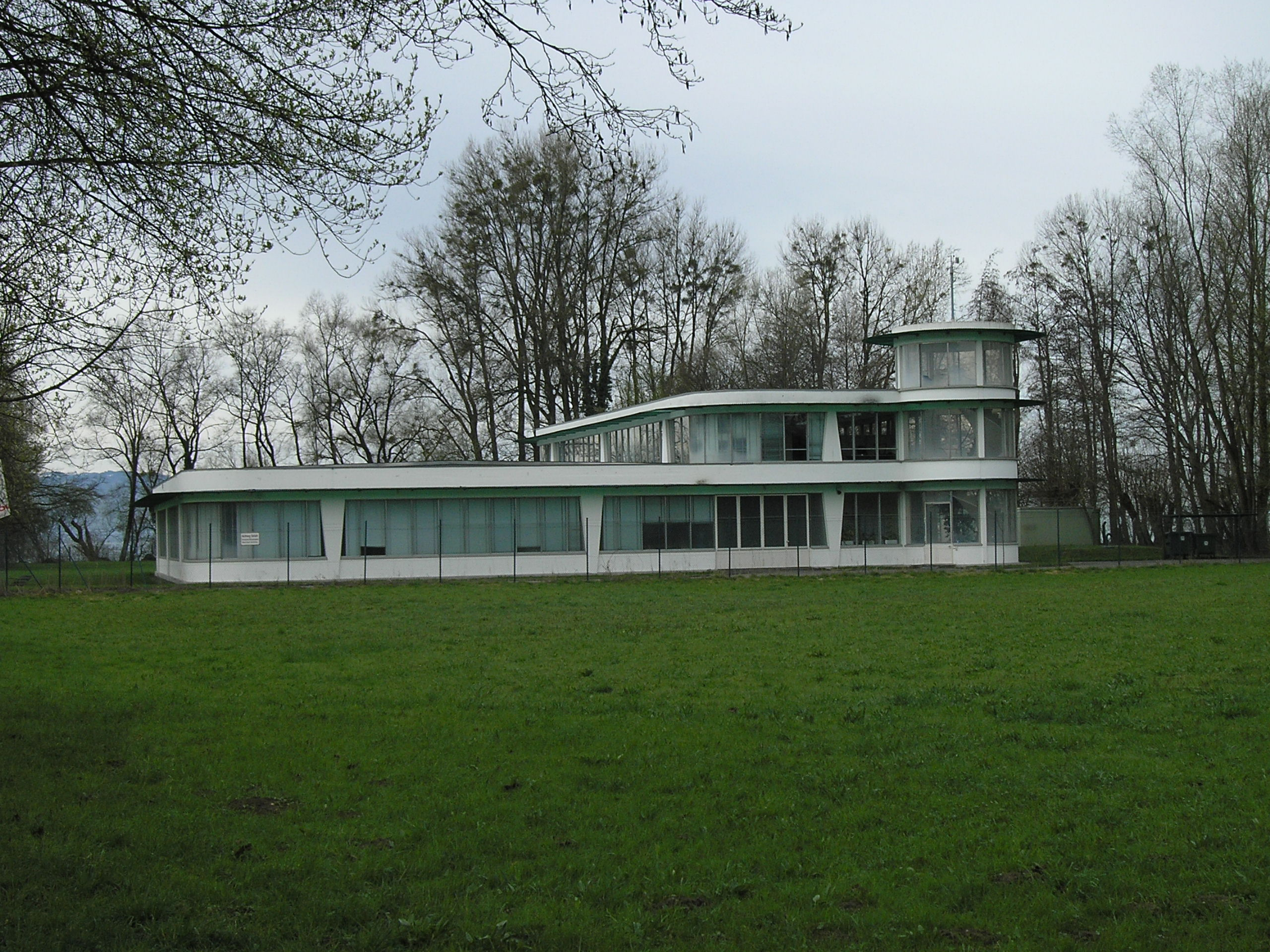
Ehemaliges Wankel-Forschungsinstitut

- Staats- und Sporthafen Lindau-Zech
- Vogelinsel
- Villa Leuchtenberg

### Baudenkmäler
Siehe: Liste der Baudenkmäler in Zech
Wankel-Gebäude
Felix Wankel (1902–1988) kam im Jahre 1936 von Lahr nach Lindau an den Bodensee. Einer der Gründe für seine Ansiedlung hier am See dürfte wohl auch seine Leidenschaft für den Bau und die Entwicklung von schnellen Booten gewesen sein – so konstruierte er hier am See in der Bregenzer Straße mehrzylindrische Flugmotoren und eine neue Bootsform, das Spaltgleitkufenboot „Zisch“. 1945 beschlagnahmten die Franzosen Wankels Versuchswerkstätten und demontierten diese. Wankel selbst wurde inhaftiert und erhielt Forschungsverbot. Felix Wankel richtete 1951 die neue Technische Entwicklungsstelle (TES) in seinem Privathaus in Lindau in Seenähe ein. 1961 erfolgte der Umzug in einen architektonisch eigenständigen Neubau am Bodenseeufer.

## Infrastruktur
Es gibt eine Grundschule in Lindau-Zech. Durch den Stadtteil verläuft die Bahnstrecke Lindau–Bludenz, die Bundesstraße 12 und der Bodensee-Radweg. Nördlich von Zech verläuft die Bundesautobahn 96 mit der Raststation Bodensee direkt an der Grenze zu Österreich. Zech befindet sich im Bodensee-Oberschwaben Verkehrsverbund und ist über den Stadtbus Lindau an den öffentlichen Nahverkehr angeschlossen. In Zech befindet sich ein Werk des US-amerikanischen Automobilzulieferers Cooper Standard. Das ehemalige Kunert-Gelände wurde im Jahr 2018 von der Rhomberg Gruppe übernommen. Verschiedene Unternehmen (Kleingewerbe) sind dort angesiedelt.

## Tourismus
In Lindau-Zech gibt es mehrere Hotels sowie den Campingplatz Park-Camping direkt am Ufer.

## Persönlichkeiten
- Felix Wankel (1902–1988), Erfinder des Wankelmotors
- Thomas Brüchle (* 1976), Behindertensportler
- Janina Minge (* 1999), Fußballspielerin